# 9C星表
9C是使用15GHz電波完成的天體目錄，通常稱為第九次劍橋15GHz調查，在2003年由劍橋大學的卡文迪許天體物理學小組發表。這個目錄原本的目地是用來列出會干擾極小陣列的無線電波源，但後來證明這個目錄對其它的天文計畫也都有用。
電波源以9CJHHMM+DDMM來標示，此處的HHMM+DDMM是2000.0分點系統的座標值，例如9CJ1510+4138。

## 其他資源

### 外部連結
- The 9C survey at 15GHz on the internet.